# Blástakkur
Blástakkur är en bergstopp i republiken Island. Den ligger i regionen Norðurland eystra, i den centrala delen av landet, 230 km nordost om huvudstaden Reykjavík. Toppen på Blástakkur är 1 379 meter över havet, eller 147 meter över den omgivande terrängen. Bredden vid basen är 1,6 km.
Trakten runt Blástakkur är nära nog obefolkad, med mindre än två invånare per kvadratkilometer. Det finns inga samhällen i närheten. Trakten runt Blástakkur består i huvudsak av gräsmarker.